# Colecionismo de moedas

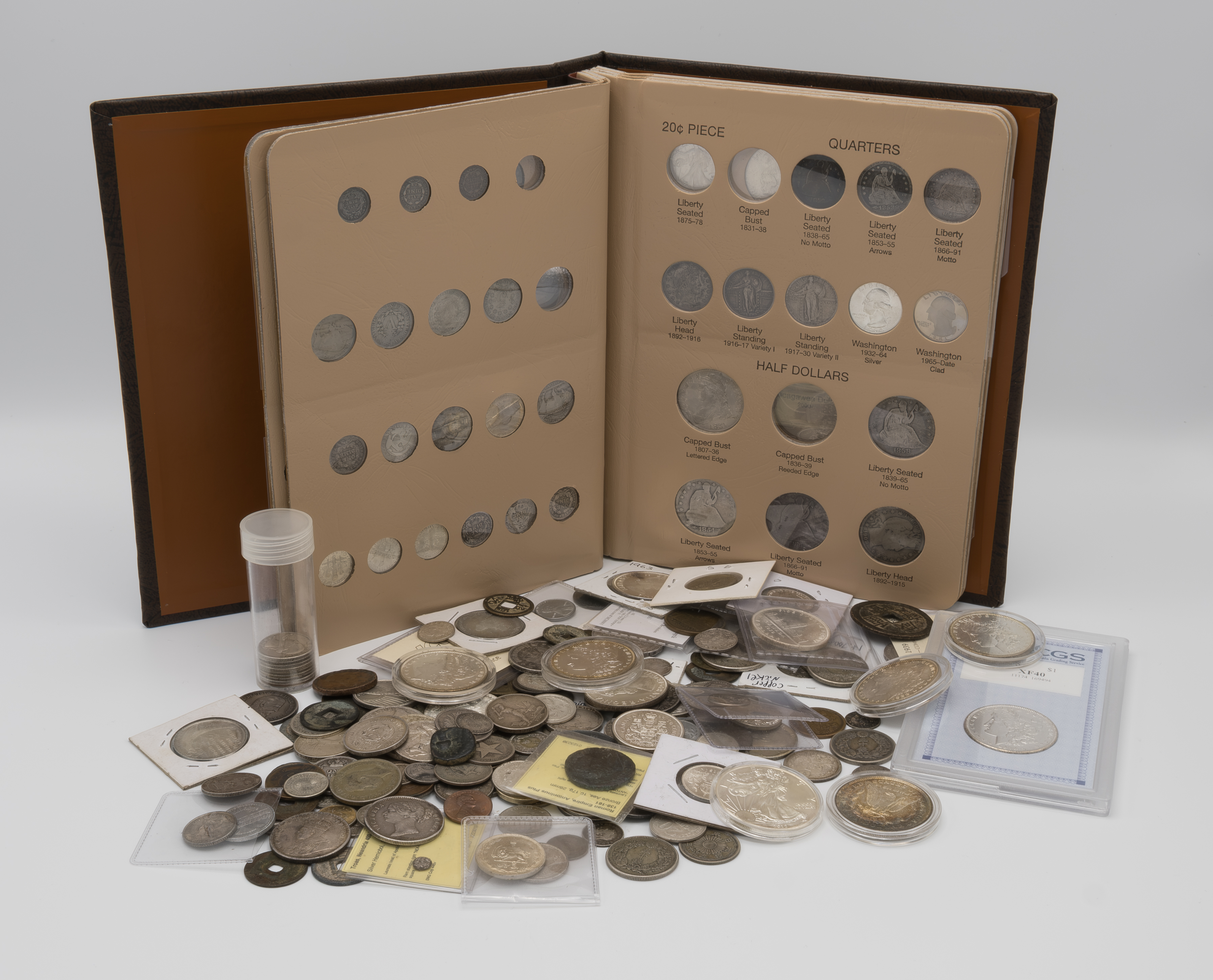
Uma coleção de moedas, com moedas soltas e em vários meios de armazenamento.

O colecionismo de moedas é a coleção de moedas ou outras formas de moeda legal cunhada. As moedas de interesse dos colecionadores incluem peças bonitas, raras e historicamente significativas. Os colecionadores podem se interessar, por exemplo, por conjuntos completos de um determinado modelo ou denominação, moedas que estiveram em circulação por pouco tempo ou moedas com erros. O colecionismo de moedas pode ser diferenciado da numismática, pois esta última é o estudo sistemático da moeda como um todo, embora as duas disciplinas estejam intimamente ligadas.
Muitos fatores determinam o valor de uma moeda, incluindo o grau, a raridade e a popularidade. Organizações comerciais oferecem serviços de avaliação e classificam, autenticam, atribuem e encapsulam a maioria das moedas.

## História

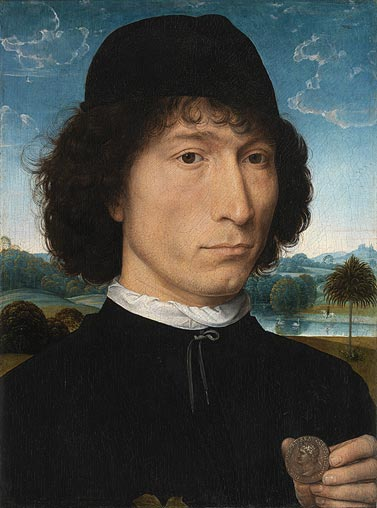
Retrato de um homem com uma medalha romana, de Hans Memling, retratando um colecionador renascentista com um sestércio de Nero

As pessoas acumulam moedas por seu valor de ouro desde que as moedas são cunhadas. Entretanto, a coleção de moedas por seu valor artístico foi um desenvolvimento posterior. Evidências dos registros arqueológicos e históricos da Roma Antiga e da Mesopotâmia medieval indicam que as moedas eram coletadas e catalogadas por estudiosos e tesourarias do Estado. Também é provável que cidadãos individuais colecionassem moedas antigas, exóticas ou comemorativas como uma forma de arte acessível e portátil. De acordo com Suetônio em seu De vita Caesarum (A vida dos doze Césares), escrito no século I d.C., o imperador Augusto às vezes presenteava amigos e cortesãos com moedas antigas e exóticas durante festivais e outras ocasiões especiais. Embora as fontes literárias sejam escassas, é evidente que a coleta de moedas antigas persistiu no mundo ocidental durante a Idade Média entre os governantes e a alta nobreza.
A coleção e a apreciação contemporânea de moedas começaram por volta do século XIV. Durante o Renascimento, tornou-se popular entre alguns membros das classes privilegiadas, especialmente reis e rainhas. O erudito e poeta italiano Petrarca é considerado o primeiro e mais famoso aficionado dessa atividade. Seguindo seu exemplo, muitos reis, príncipes e outros membros da nobreza europeia mantiveram coleções de moedas antigas. Alguns colecionadores notáveis foram o Papa Bonifácio VIII, o Imperador Maximiliano I do Sacro Império Romano-Germânico, Luís XIV da França, Fernando I da Espanha, o Sacro Imperador Romano-Germânico, Henrique IV da França e Joaquim II Eleitor de Brandemburgo, que fundou o Gabinete de Moedas de Berlim (em alemão: Münzkabinett Berlin). Talvez pelo fato de apenas os muito ricos poderem se dar ao luxo de fazer isso, na época do Renascimento, a coleção de moedas ficou conhecida como o "Passatempo dos Reis".
Durante os séculos XVII e XVIII, o colecionismo de moedas continuou sendo uma busca das pessoas abastadas. Mas o pensamento racional e iluminista levou a uma abordagem mais sistemática de acumulação e estudo. A numismática como disciplina acadêmica surgiu nesses séculos, ao mesmo tempo em que uma classe média crescente, ansiosa para provar sua riqueza e sofisticação, começou a colecionar moedas. Durante os séculos XIX e XX, a popularidade da coleção de moedas aumentou ainda mais. O mercado de moedas se expandiu para incluir não apenas moedas antigas, mas também moedas estrangeiras ou exóticas. Exposições de moedas, associações comerciais e órgãos reguladores surgiram durante essas décadas. A primeira convenção internacional para colecionadores de moedas foi realizada de 15 a 18 de agosto de 1962, em Detroit, Michigan, e foi patrocinada pela American Numismatic Association e pela Royal Canadian Numismatic Association. A participação foi estimada em 40.000 pessoas. Como um dos passatempos mais antigos e populares do mundo, o colecionismo de moedas é hoje frequentemente chamado de "Rei dos Passatempos".

## Motivações

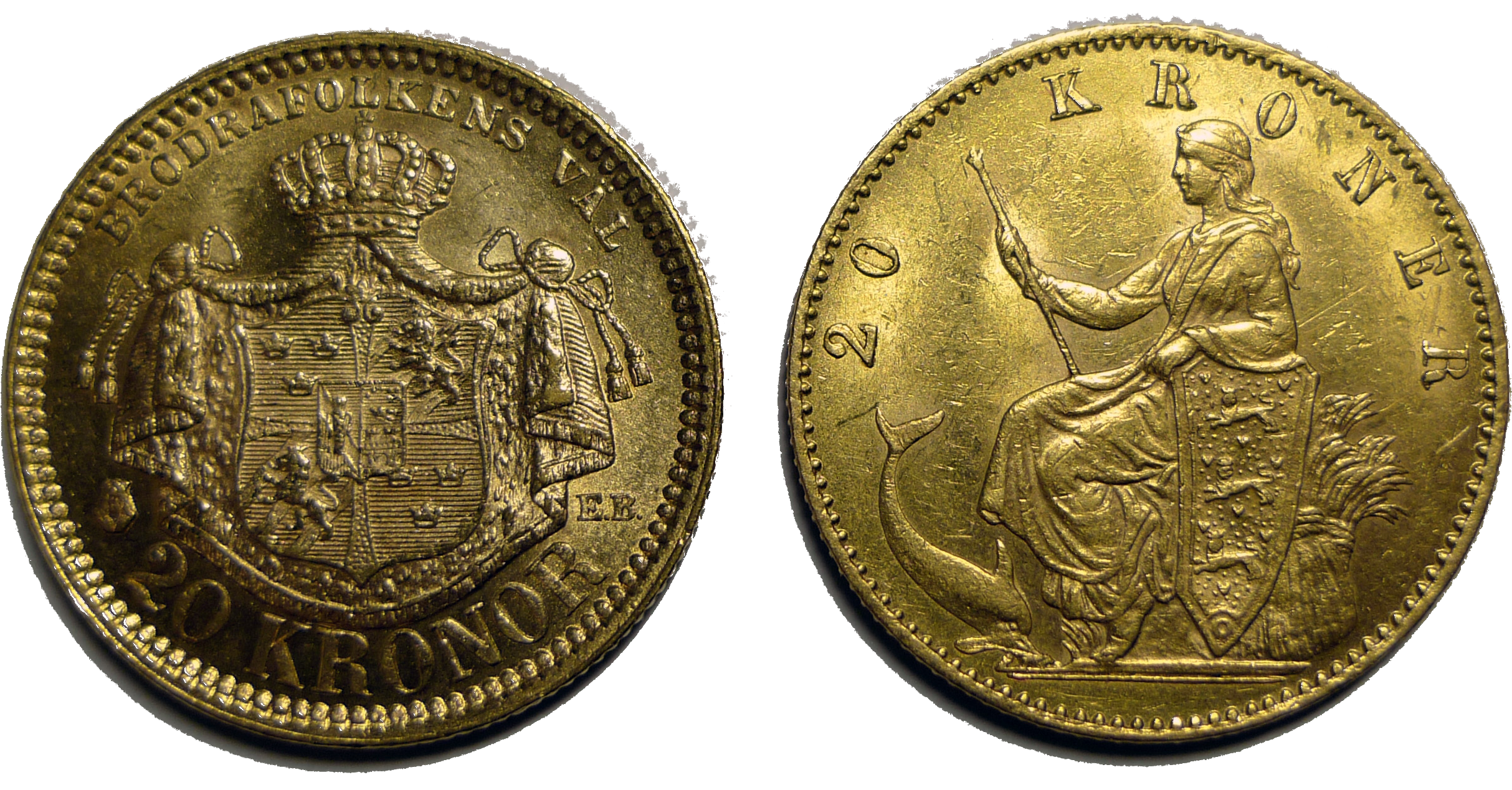
Duas moedas de ouro de 20 coroas da União Monetária Escandinava

As motivações para colecionar variam. Possivelmente, o tipo mais comum de colecionadores são os amadores, que acumulam uma coleção principalmente pelo prazer de colecioná-la, sem a intenção de obter lucro.
Outro motivo frequente para a compra de moedas é como um investimento. Assim como ocorre com selos, metais preciosos ou outras commodities, os preços das moedas variam conforme a oferta e a demanda. Os preços caem para as moedas que não têm demanda de longo prazo e aumentam com o valor percebido ou intrínseco da moeda. Os investidores compram com a expectativa de que o valor de sua compra aumente a longo prazo. Como em todos os tipos de investimento, aplica-se o princípio do caveat emptor, e recomenda-se estudar antes de comprar. Da mesma forma, como acontece com a maioria dos itens colecionáveis, uma coleção de moedas não gera renda até que seja vendida e pode até mesmo gerar custos (por exemplo, o custo de armazenamento em cofre) nesse ínterim.
Algumas pessoas colecionam moedas por motivos patrióticos e as casas da moeda de vários países criam moedas especificamente para colecionadores patriotas. Um exemplo de moeda patriótica foi cunhada em 1813 pelas Províncias Unidas do Rio da Prata. Uma das primeiras leis que o novo país promulgou (após a revolução que o libertou do domínio espanhol) foi a cunhagem de moedas para substituir a moeda espanhola que estava em uso. Outro exemplo é o Programa de Moedas Comemorativas do Coração Púrpura de 2022 dos EUA.

## Tipos de colecionadores
Alguns colecionadores de moedas são generalistas e acumulam exemplares de uma ampla variedade de moedas históricas ou geograficamente significativas, mas a maioria dos colecionadores se concentra em um interesse mais restrito e especializado. Por exemplo, alguns colecionadores se concentram em moedas com base em um tema comum, como moedas de um país (geralmente o país do colecionador), uma moeda de cada ano de uma série, ou moedas com uma marca de cunhagem comum.
Há também os completistas que buscam um exemplar de cada tipo de moeda em uma determinada categoria. Um dos mais famosos desse tipo de colecionador é Louis E. Eliasberg, o único colecionador até agora a reunir um conjunto completo de moedas conhecidas dos Estados Unidos. A coleção de moedas estrangeiras é outro tipo de coleção que os numismáticos gostam de colecionar.
Os colecionadores de moedas são semelhantes aos investidores no sentido de que acumulam moedas para obter lucro potencial a longo prazo. No entanto, eles normalmente não levam em conta considerações estéticas, o que é mais comum com moedas cujo valor metálico excede seu valor de uso.

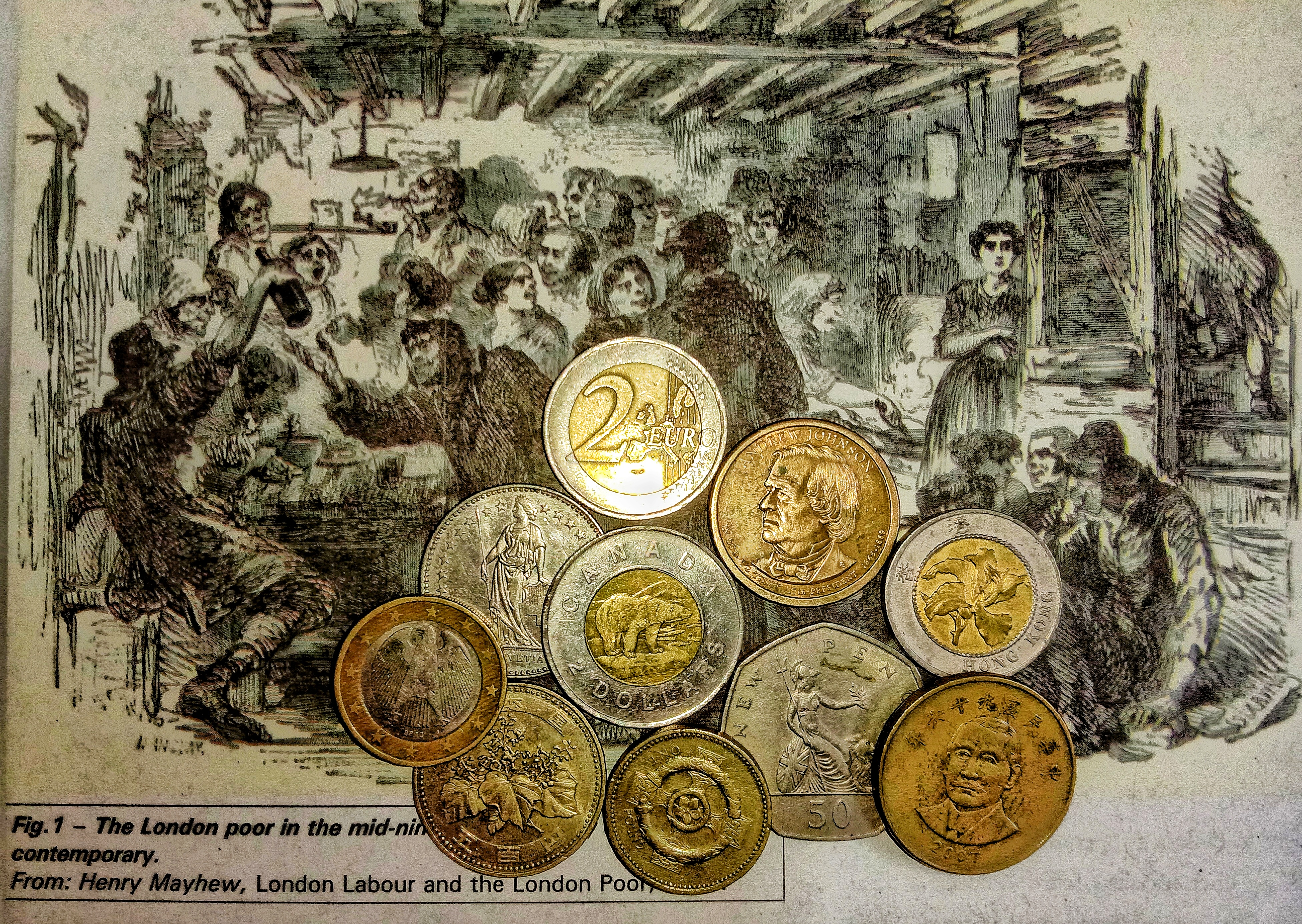
As moedas modernas são uma parte popular e importante da coleção de moedas.

Os especuladores, sejam eles amadores ou compradores comerciais, podem comprar moedas a granel ou em pequenos lotes e, muitas vezes, agem com a expectativa de lucro tardio. Eles podem querer se beneficiar de um pico na demanda por uma determinada moeda (por exemplo, durante o lançamento anual de colecionáveis numismáticos canadenses da Royal Canadian Mint). O especulador pode esperar comprar a moeda em grandes lotes e vendê-la com lucro dentro de semanas ou meses. Os especuladores também podem comprar moedas comuns de circulação por seu valor metálico intrínseco. As moedas sem valor colecionável podem ser derretidas ou distribuídas como barras de ouro para fins comerciais. Normalmente, eles compram moedas compostas de metais raros ou preciosos, ou moedas com alto grau de pureza de um metal específico.
Um último tipo de colecionador é o herdeiro, um colecionador acidental que adquire moedas de outra pessoa como parte de uma herança. O tipo de herdeiro pode não ter necessariamente interesse ou conhecimento sobre numismática no momento da aquisição.

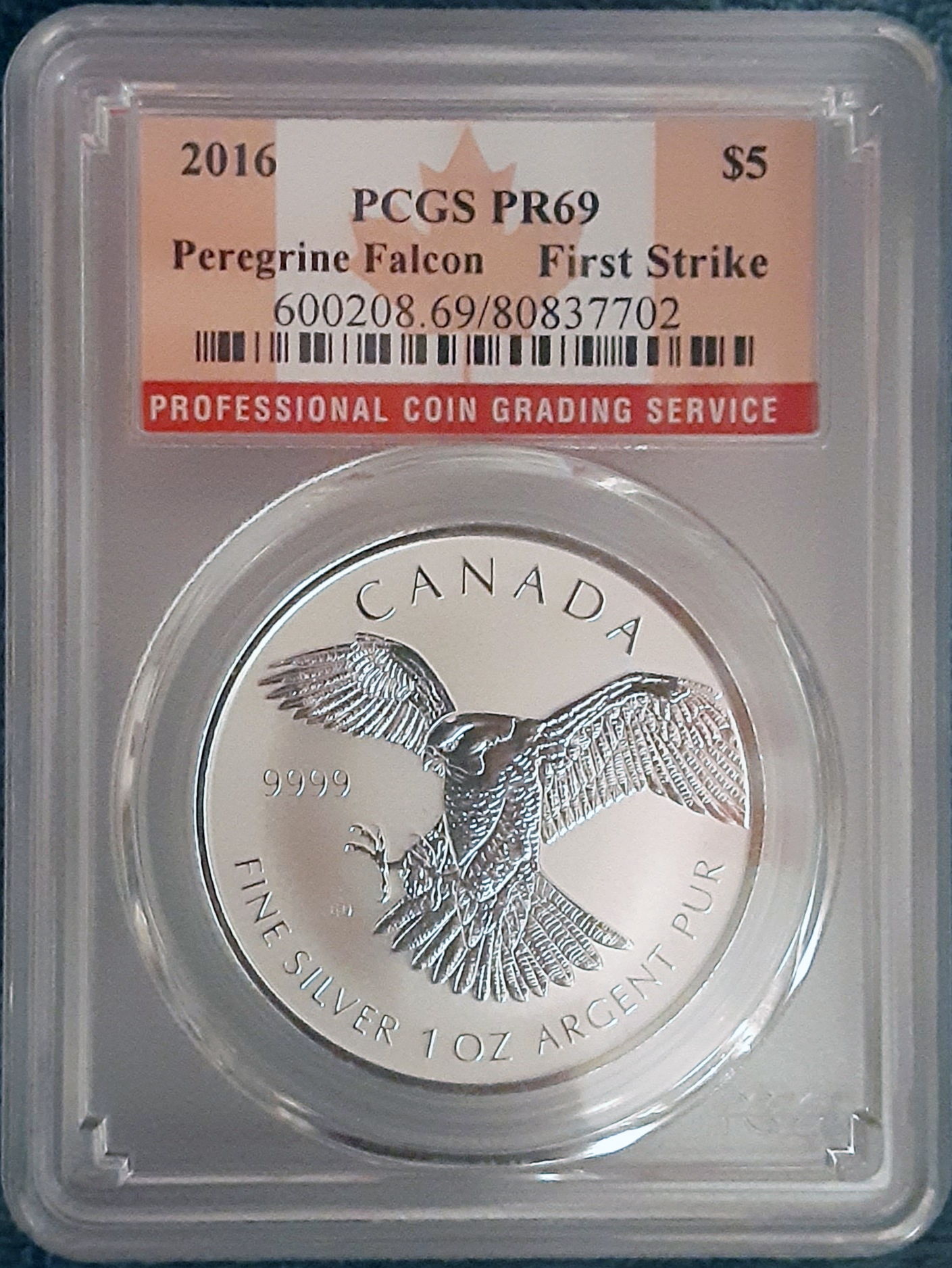
Uma moeda de prata com classificação PCGS

## Grau e valor

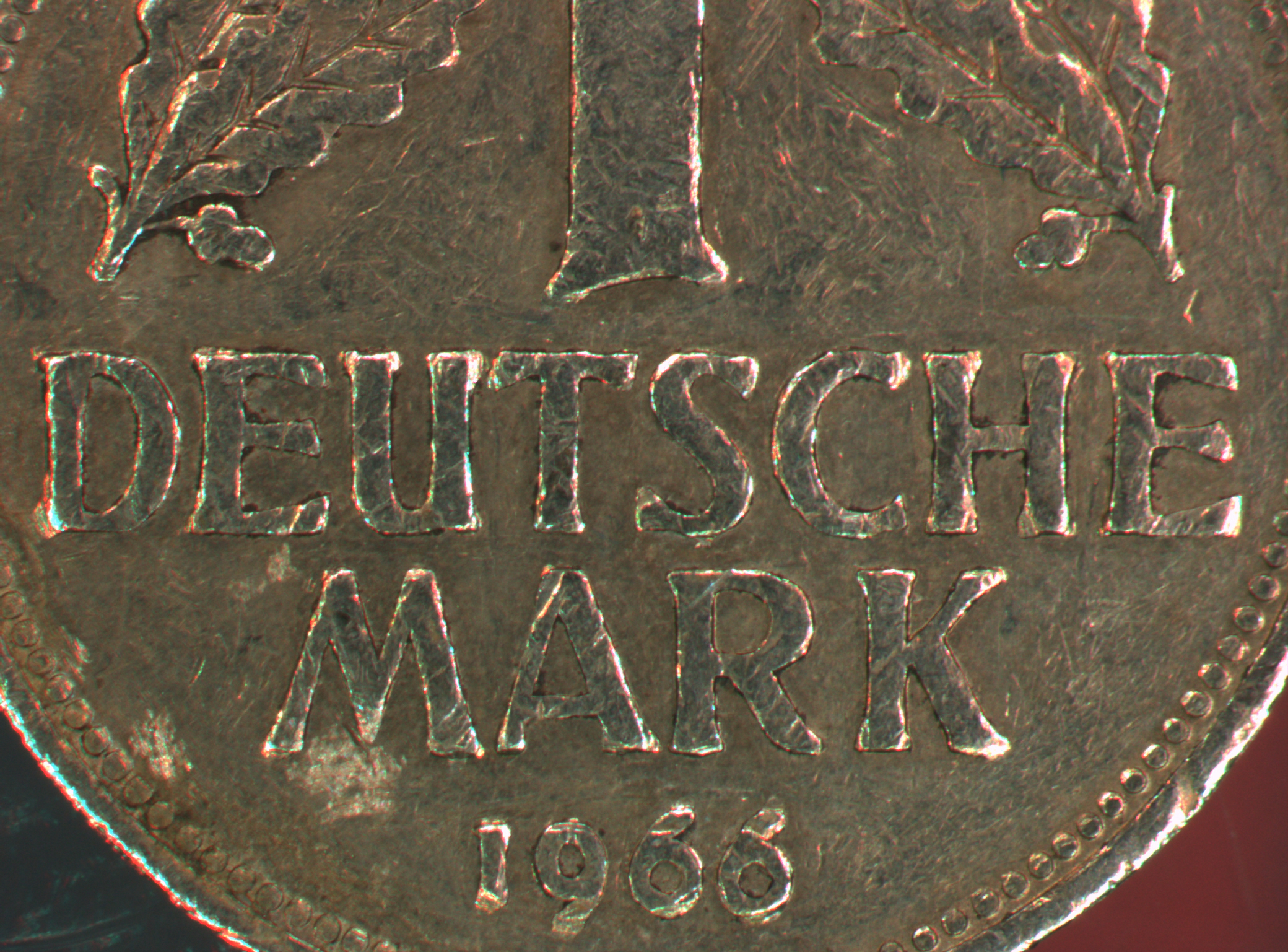
Esta moeda de marco alemão apresenta manchas e amassados na borda que prejudicariam sua nota na avaliação.

No colecionismo de moedas, a condição de uma moeda (seu grau) é fundamental para seu valor. Um exemplar de alta qualidade com desgaste mínimo geralmente vale muito mais do que um exemplar ruim. Os colecionadores criaram sistemas para descrever a condição geral das moedas. Qualquer dano, como desgaste ou limpeza, pode diminuir substancialmente o valor de uma moeda.
Em meados do século XX, com o crescimento do mercado de moedas raras, a American Numismatic Association ajudou a identificar a maioria das moedas na América do Norte, numerando as moedas de 1 (ruim) a 70 (estado de cunhagem) e reservando uma categoria separada para moedas de prova. Esse sistema é frequentemente evitado por especialistas em moedas na Europa e em outros lugares, que preferem usar classificações adjetivas. No entanto, a maioria dos sistemas de classificação usa terminologia e valores semelhantes e permanece mutuamente inteligível.

## Serviços de certificação
A classificação por terceiros (TPG), também conhecida como serviços de certificação de moedas, surgiu na década de 1980 visando padronizar a classificação, expor alterações e eliminar falsificações. Por taxas diferenciadas, os serviços de certificação classificam, autenticam, atribuem e encapsulam moedas em suportes plásticos transparentes.
A certificação de moedas reduziu muito o número de falsificações e de moedas com graduação muito acima do normal, além de aumentar a confiança do comprador. Os serviços de certificação podem, às vezes, ser controversos, pois a classificação é subjetiva. As moedas podem ser classificadas de forma diferente por serviços diferentes ou até mesmo após serem reenviadas ao mesmo serviço. O grau numérico por si só não representa todas as características de uma moeda, como tonalidade, batida, brilho, cor, lustre e atratividade. Devido às diferenças potencialmente grandes de valor em relação a pequenas diferenças na condição de uma moeda, alguns remetentes reenviam repetidamente uma moeda a um serviço de classificação na esperança de receber uma nota mais alta. Como são cobradas taxas pela certificação, os depositantes precisam desviar o dinheiro da compra de moedas adicionais.

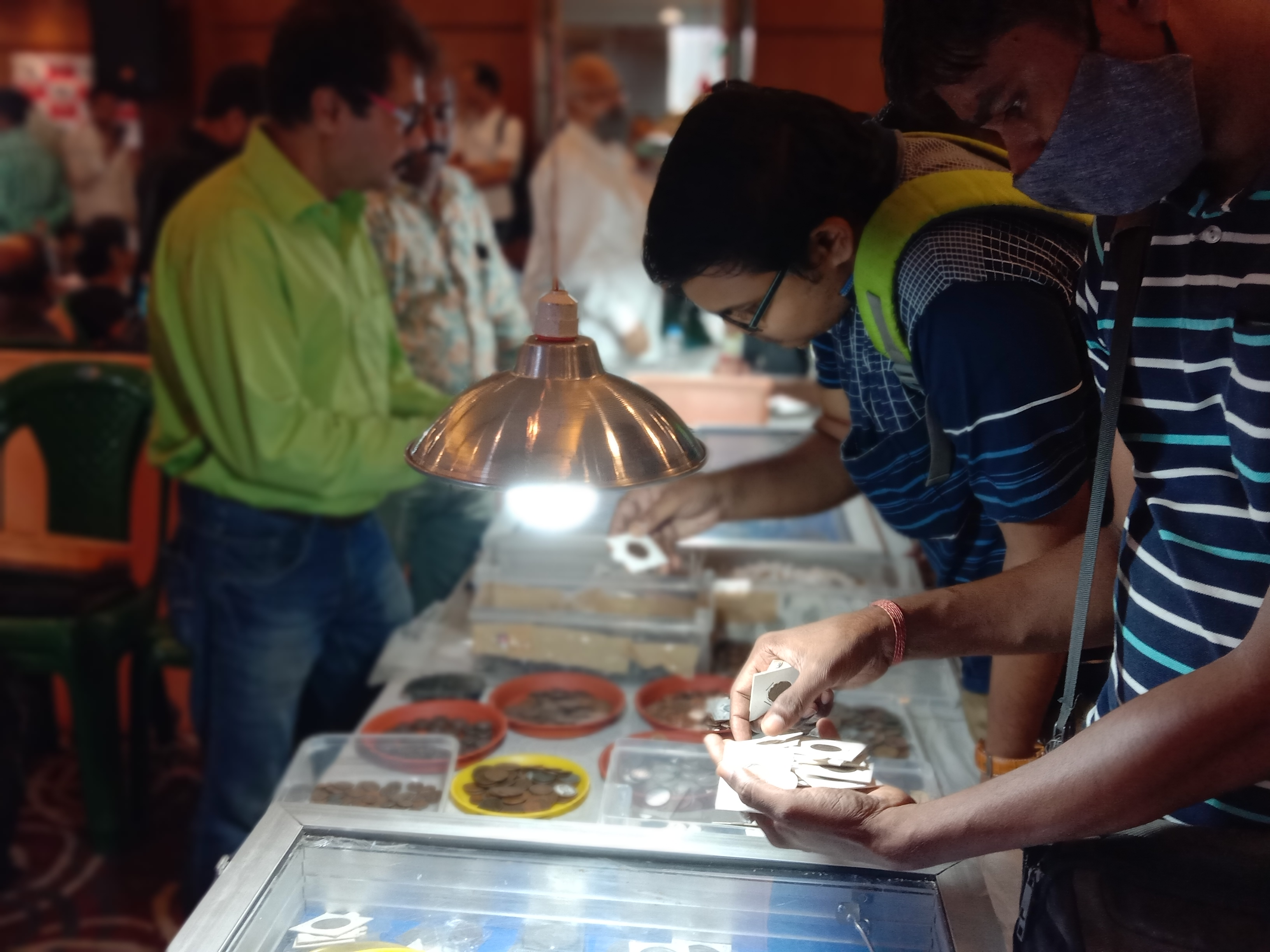
Colecionadores de moedas e entusiastas apreciando itens numismáticos em uma exposição organizada pela Numismatic Society of Calcutta, em Ballygunge,Calcutá, Bengala Ocidental.

## Clubes
Os clubes de colecionadores de moedas oferecem uma variedade de benefícios aos associados. Em geral, eles servem como fonte de informações e unificação de pessoas interessadas em moedas. Os clubes de colecionadores são populares tanto off-line quanto on-line.